# Tethina intermedia
Tethina intermedia är en tvåvingeart som beskrevs av Collin 1966. Tethina intermedia ingår i släktet Tethina och familjen Canacidae.
Artens utbredningsområde är Tunisien. Inga underarter finns listade i Catalogue of Life.